# Entedon genu
Entedon genu är en stekelart som först beskrevs av Girault 1913.  Entedon genu ingår i släktet Entedon och familjen finglanssteklar. Inga underarter finns listade i Catalogue of Life.